# Дубленко Игорь
Дубленко Игорь (рум. Dublenco Igor; 5 января 1989, Кишинёв, Республика Молдова) — румынский (молдавский) художник, график, архитектор, блогер и сатирик. Один из художников современности в молдавской культуре.

## Биография
Дубленко Игорь родился 5 января 1989 года в Кишинёве.

## Образование и трудовая деятельность
Первоначально Игорь Дубленко занимался живописью под руководством заслуженного деятеля искусств Республики Молдова, Леонтия Глущенко, а после закончил с отличием Художественную школу им. Фойницкого в городе Тирасполь в 2006 году.
В 2006 году по окончании Тираспольской Средней школы № 1, поступил в Приднестровский Государственный университет им Т. Г. Шевченко, на факультет Искусств, кафедра Архитектура. Однако скоро перевелся в Славянский университет РМ (Universitatea Slavonă din Moldova), где и окончил его в 2011 году по специальности Дизайн и Архитектура.
Работает в сфере Фриланс и Арт Менеджмент.

## Творчество и выставки
В 2008 году, в возрасте 19 лет, Игорь Дубленко провел первую персональную выставку «Готический сюрреализм» в городе Тирасполь, в ДДЮТ (Дворец Детско-юношеского творчества), на которой были представлены работы, выполненные в оригинальном стиле.
В 2010 году в городе Кишинёв прошла персональная выставка в Бюро межэтнических отношений РМ, а также участвовал в выставке «Вечера Искусств» в Галерее Константин Брынкуш, города Кишинёв.
В 2011 году в городе Кишинёв прошла персональная выставка картин «Мистерии темного времени», в Национальной Библиотеке Республики Молдова.
В 2013 году в Одессе прошла персональная выставка картин «Путь Земной Темноты» в Всеукраинском Центре Болгарской культуры. В том же году занял первое место в международном конкурсе живописи Artweek, в городе Киев, в номинации Экспериментальная живопись и Авангард среди профессионалов.
В августе 2015 года участвовал в Международном конкурсе Графики и Авангардного искусства в Риме, в ноябре 2015 участвовал в Международном конкурсе живописи в Бухаресте, в номинации Авангардная композиция.
С 2017 года ведет активную выставочную деятельность в интернете, на своих страницах в Twitter и Instagram.
Провел 20 персональных выставок в Республики Молдова и за ее пределами. В настоящее время картины художника хранятся в частных коллекциях и галереях Румынии, Великобритании, Венгрии, Италии, Америки, Боливии, Мексики, Швейцарии, Германии, Турции, России и Израиля. Среди картин много живописи, и также графических работ и иллюстраций, миниатюр, рисунков известных архитектурных памятников.

## Авторский стиль
Мифологический сюрреализм — это авторский стиль, в котором изображения картин имеют философский контекст. Привычные объекты представлены с необычной точки зрения. Картины содержат в себе графические образы, архитектуру современности и средневековья, а также мотивы современного сатирического фольклора. Оригиналы картин и иллюстрации Игоря Дубленко представлены традиционной живописью, а также иллюстрацией и миниатюрой.